# Borough of Dartford
Dartford är ett distrikt (motsvarande kommun) i grevskapet Kent i England, Storbritannien. Distriktet har 118 820 invånare (2022). Den består av staden Dartford med omgivning. Dartford och Ebbsfleet Valley ingår inte i någon civil parish. Resten av distriktet är indelat i åtta civil parishes.